# Прапор Троїцького
Пра́пор Тро́їцького — прапор смт Троїцьке Луганської області.
Затверджений  27 грудня 2011 року рішенням №17/1 XVII сесії селищної ради VI скликання.

## Опис
Прямокутне полотнище із співвідношенням сторін 2:3 розділене вертикально в співвідношенні 1:2:1 на червону, жовту та зелену смуги. На центральній смузі герб Троїцького.